# Hafez Modirzadeh
Hafez Modirzadeh (* 3. Mai 1962 in Durham, North Carolina) ist ein US-amerikanischer Musikwissenschaftler, Alt- und Tenorsaxophonist und Komponist  des World Jazz, der als Hochschullehrer tätig ist.

## Leben und Wirken
Modirzadehs Vater Jamal Modir stammt aus dem Iran und ist ein persischer Perkussionist; seine Mutter hat europäische Wurzeln. Er wuchs in den Vereinigten Staaten, aber zwischen 1970 und 1972 auch in Montpellier und dann ein Jahr in Teheran auf. Bereits während seines Bachelor-Studiums in Musik an der San José State University beschäftigte er sich sowohl mit afroamerikanischer Musik wie Blues und Jazz als auch mit den Traditionen klassischer iranischer Musik. Er erhielt Privatstunden auf dem Saxophon bei Musikern wie Sonny Stitt, James Moody, Joe Henderson sowie Sonny Simmons und bei dem iranischen Geiger und Tarspieler Mahmoud Zoufonoun, anschließend studierte er 1983 am New England Conservatory Saxophon bei Joe Allard und Musiktheorie bei George Russell; den Master erwarb er 1986 an der UCLA. Ab 1986 promovierte er in Musikethnologie an der Wesleyan University über Chromodality and the Cross-Cultural Exchange of Musical Structure; die Arbeit schloss er 1992 ab. 1989 und 1991 war er Stipendiat (NEA Jazz Fellow); mit einem Fulbright-Stipendium studierte er 2005/06 bei Gnawa- und Flamenco-Musikern in Marokko und Andalusien, woraus das Album Bemsha Alegria (2007, Disques Chromodal) entstand.
Daneben verfolgte Modirzadeh eine Karriere als Musiker und arbeitete u. a. mit Don Cherry, Zakir Hussain, Steve Lacy, Oliver Lake, George Lewis, Peter Apfelbaum, William Lowe, James Newton, Wadada Leo Smith, Omar Sosa, Royal Hartigan, außerdem mit Musikern des Asian American Jazz Movement wie Fred Ho, Miya Masaoka, Liu Chi Chao, Danongan Kalanduyan, Mark Izu, Anthony Brown, Akira Tana, Kenny Endo und Bill Lowe (Sweet Cane, 2023).
2007 trat Modirzadeh mit Ornette Coleman beim San Francisco Jazz Festival auf. 2009 nahm er seine Radif Suite gemeinsam mit Amir ElSaffar auf. 2012 erschien sein Album Post-Chromodal Out (Pi Recordings) mit Werken von ihm und Jim Norton, an dem Amir ElSaffar, Vijay Iyer, Ken Filiano und Royal Hartigan (sowie Gastmusiker auf dem Santur bzw. dem Kulintang) mitwirkten. Es wurde im Down Beat mit vier Sternen ausgezeichnet. Seine mikrotonale Spielweise basiert teilweise auf den persischen Dastgah-Tonsystemen und ist von Ornette Coleman beeinflusst.
Modirzadeh ist Professor im Fachbereich World Culture in Music der San Francisco State University.

## Werke

### Schriften
- The Chromodal Approach to Improvised Music Spartan Books Press, 1996
- Makam X: Musical Archetype of the People in: Fred Ho, William Mullen (Hg.) Afro/Asia: Revolutionary  Connections in Asian/African American Politics and Culture Autonomedia Publications. Brooklyn, NY. 2003
- Aural Archetypes and Cyclic Perspectives in the Work of John Coltrane and Ancient Chinese Musical Theory, Black Music Research Journal. 22(1) 2002
- Spiraling Chinese Cyclic Theory and Modal Jazz Practice Across Millenia, Journal for Music In China. 2(2) 2000
- On the Convergence Liberation of Makam X. in: Critical Studies in Improvisation/Études critiques en improvisation. 7(2) 2011
- A discourse on Brazilian popular music and US Jazz education. IASPM journal 5.1 (2015): 23-35 (mit Almir Cortes Barreto)

### Diskographische Hinweise
- In Chromodal Discourse (1993, Asian Improv), mit Royal Hartigan, Timothy Volpicella, Ken Filiano,  Ramin Zoufonon, Sharam Kazemi
- The Peoples’ Blues (1996, X-Dot 25)
- The Mystery of Sama (1998, AIR)
- By Any Mode Necessary (1999, X-Dot 25)
- Dandelion (2003, Disques Chromodal)
- Bemsha Alegria (2007, Disques Chromodal)
- Amir ElSaffar & Hafez Modirzadeh  – Radif Suite (Pi Recordings, 2009) mit Mark Dresser, Alex Cline
- Bobby Bradford/Hafez Modirzadeh/Mark Dresser/Alex Cline: Live at the Open Gate (NoBusiness Records, 2016)
- Bobby Bradford & Hafez Modirzadeh with Ken Filiano & Royal Hartigan: Live at the Magic Triangle (No Business, 2017)
- Bobby Bradford, Hafez Modirzadeh, Roberto Miranda, Vijay Anderson: Live at the Blue Whale (2018)
- Facets (Pi Recordings, 2021), mit Kris Davis, Tyshawn Sorey und Craig Taborn